# David Usher Barnwell
David Usher Barnwell (Stoke Bishop, 1921 – Cielo di Malta, 14 ottobre 1941) è stato un ufficiale e aviatore inglese.
Pilota da caccia notturna della Royal Air Force durante la seconda guerra mondiale, prese parte alla difesa dell'isola di Malta nel corso del 1941. Durante il breve ciclo operativo divenne un Asso dell'aviazione conseguendo l'abbattimento di cinque velivoli, e ne danneggiò altri due. Decorato con la Distinguished Flying Cross.

## Biografia
Nacque a Stoke Bishop (Gloucestershire) nel 1921, figlio del capitano Frank Sowter Barnwell futuro capo progettista presso la Bristol Aeroplane Company. Allo scoppio della seconda guerra mondiale si arruolò nella Royal Air Force, entrando in servizio nella Royal Air Force Volunteer Reserve il 29 ottobre 1940. Assegnato con il grado di Pilot Officer al No.607 Squadron nel maggio 1941, per passare poi nel giugno successivo in forza al No.185 Squadron schierato sull'aeroporto di Ta Kali a difesa dell'isola di Malta. Conseguì la sua prima vittoria aerea l'11 luglio 1941, quando abbatté un caccia Aermacchi C.200 Saetta, e la seconda il 25 luglio abbattendo un bombardiere Fiat B.R.20M Cicogna. Dopo poche settimane di permanenza al No.185 Squadron chiese, ed ottenne, di entrare a far parte della neocostituita Malta Night Fighter Unit (M.N.F.U.), una unità specializzata nella caccia notturna, al comando del Squadron leader George Powell-Sheddon, equipaggiata con i velivoli Hawker Hurricane Mk.II.
Nella notte tra il 5 e il 6 agosto 1941, abbatté un B.R.20M della 242ª Squadriglia, 99º Gruppo, del 43º Stormo Bombardamento Terrestre pilotato da tenente colonnello Nello Brambilla. In quella stessa occasione danneggio anche un altro B.R.20M, pilotato dal tenente Luciano Nimis. Ottenne ulteriori due vittorie, una nella notte tra il 4 e il 5 settembre, e una nella notte tra l'8 e il 9 settembre, a spese di altrettanti bombardieri CANT Z.1007 Alcione del 9º Stormo Bombardamento Terrestre, ma il 14 ottobre 1941 perse la vita durante un combattimento contro un caccia Aermacchi C.202 Folgore del 4º Stormo Caccia Terrestre. Il suo aereo, dopo aver danneggiato un C.202 pilotato dall'asso Emanuele Annoni, fu a sua volta abbattuto da un C.202 pilotato dal sottotenente Bruno Paolazzi. Il suo corpo non fu mai recuperato, ed il suo nome è ricordato nel Pannello 1 del Malta Memorial.

### I suoi fratelli
La coppia Frank Barnwell e Marjorie Sanders ebbe altri due figli, entrambi caduti in azione nelle file della Royal Air Force durante la seconda guerra mondiale: 
- Flight Lieutenant Richard Antony Barnwell, in servizio al No. 102 Squadron RAF, deceduto all'età di ventiquattro anni il 29 ottobre 1940.
- Pilot Officer John Sandes Barnwell, in servizio al No. 29 Squadron RAF, deceduto all'età di venti anni, il 19 giugno 1940.

### Annotazioni
1. ↑  Deceduto in un incidente aereo il 2 agosto 1938.
2. ↑  Conseguito il 17 febbraio 1941.
3. ↑  Questa unità era equipaggiata con circa sei caccia Hawker Hurricane Mk.II completamente dipinti di nero, che operavano sotto controllo dei radar e dalla guida caccia, e di concerto con le batterie dell'artiglieria contraerea, a difesa dell'isola.

### Fonti
1. 1 2 3 4 5 6 7  Shores, Williams 2008, p. 113.
2. 1 2 3  Massimello 2005, p. 40.
3. ↑  The London Gazzette, 14 march 1941.
4. 1 2  Massimello 2005, p. 36.
5. 1 2  Massimello 2005, p. 39.
6. ↑  The London Gazzette, 23 september 1941.

### Periodici
- Giovanni Massimello, Missione: "bombardare il Grand Harbour", in Storia Militare, n. 138, Parma, Ermanno Albertelli Editore, marzo 2005,  pp. 34-40.